# Festival di San Sebastián 1956
La 4ª edizione del Festival internazionale del cinema di San Sebastián si è svolta a San Sebastián dal 14 al 22 luglio 1956. A causa di alcuni errori commessi durante le prime edizioni, nel 1956 il Festival non ottenne il riconoscimento della FIAPF.

## Giuria
- Alberto Cambronero
- José Luis Tuduri
- Javier Aguirre
- José María Latiegui
- María Ginishiam
- Joaquín Romero
- Ignacio regia di Montes
- Tomás García regia di la Puerta
- Pio García Viñolas
- Luis Ezquerecocha
- Juan Ignacio regia di Blas
- Antonio Cuevas
- José Luis Torres
- Florentino Soria
- José Berruezo
- Pedro Rodrigo
- Marcos Forcada

## Film

### Lungometraggi
- Ritorno alla vita (Todos somos necesarios), regia di José Antonio Nieves Conde
- Amici per la pelle, regia di Franco Rossi
- Canaris, regia di Alfred Weidenmann
- Heidi torna a casa (Heidi und Peter), regia di Franz Schnyder
- Il ferroviere, regia di Pietro Germi
- Grandi manovre (Les Grandes manoeuvres), regia di René Clair
- Llamas contra el viento, regia di Emilio Gómez Muriel
- Música en la noche, regia di Tito Davison
- Pasión en el mar, regia di Arturo Ruiz Castillo
- Riscatto, regia di Marino Girolami
- S.O.S. Lutezia (Si tous les gars du monde), regia di Christian-Jaque
- Sette mogli per un marito (The Constant Husband), regia di Sidney Gilliat
- Tosca, regia di Carmine Gallone
- Il soldato sconosciuto (Tuntematon sotilas), regia di Edvin Laine
- Un po' di cielo, regia di Giorgio Moser
- Hospital de urgencia, regia di Antonio Santillán

## Premi

### Film internazionali
- Concha de Oro: Il ferroviere, regia di Pietro Germi
- Concha de Plata al miglior regista: Pietro Germi, per Il ferroviere
- Concha de Plata al miglior attore: Otto Eduard Hasse, per Canaris
- Concha de Plata alla migliore attrice: Luisa Della Noce, per Il ferroviere

### Film spagnoli
- Miglior film: Ritorno alla vita, regia di José Antonio Nieves Conde
- Miglior regista: José Antonio Nieves Conde, per Ritorno alla vita
- Miglior attore: Alberto Closas, per Ritorno alla vita